# Luigi Pollak
Luigi Giuseppe Pollak (Genova, 3 maggio 1887 – Genova, 10 gennaio 1920) è stato un calciatore italiano, di ruolo centrocampista.

## Carriera
Conosciuto anche come Pollack, cresce calcisticamente nel Genoa, dove nel 1904 vinse con i rossoblu la Seconda Categoria, una sorta di campionato giovanile ante-litteram, battendo nella finale del 17 aprile 4 a 0 la Juventus II.
Esordì in prima squadra nel 1905 nel derby casalingo del 5 febbraio pareggiato per 0 a 0 contro l'Andrea Doria.  Nella sua prima stagione, segnò 4 reti in sei partite.
La stagione successiva è sempre in prima squadra, scendendo in campo 4 volte. Quella fu la sua ultima stagione agonistica prima del suo ritiro.

## Palmarès

### Calciatore

#### Club

##### Competizioni nazionali
- Seconda Categoria: 1

Genoa II: 1904